# Maleshevobjerget
Maleshevobjerget (bulgarsk: Малешевска планина, Maleshevska planina) eller Maleševo-bjerget (makedonsk: Малешевски Планини, Maleševski Planini), er beliggende i det sydvestlige Bulgarien og østlige Nordmakedonien. Det er det tredje af de fem bjerge i Osogovo - Belasitsa bjerggruppen, også kendt som de vestlige grænsebjerge. Det højeste punkt er Ilyov Vrah der er 1.803 moh.
På bulgarsk territorium udgør bjerget en langstrakt struktur med et areal på 497 km². Det har et rigt dyreliv, som omfatter mange middelhavsflora- og faunaarter. Der er to naturreservater for at beskytte det varierede dyreliv.
Maleshevo Cove på den nordlige kyst af Livingston Island i Sydshetlandsøerne, Antarktis er opkaldt efter ”Maleshevo regionen i det sydvestlige Bulgarien.”